# 丹尼斯·博伊德
丹尼斯·博伊德（英語：Dennis Boyd，1954年5月21日—），美国NBA联盟前职业篮球运动员。他在1977年的NBA选秀中第4轮第6顺位被新奥尔良爵士选中。